# Cảnh Hồng
Cảnh Hồng  (tiếng Thái: เชียงรุ่ง, RTGS: Chiang Rung, phát âm [t͡ɕʰīa̯ŋ rûŋ], tiếng Lào: ຊຽງຮຸ່ງ, tiếng Tai Lü: ᨩ᩠ᨿᨦᩁᩩ᩵ᨦ, chuyển ngữ Việt: Chiềng Hung); trước đây cũng Latinh hóa thành chiang rung, chiang hung, chengrung, cheng hung, jinghung và muangjinghung là thành phố cấp huyện, thủ phủ của Châu tự trị dân tộc Thái Tây Song Bản Nạp, Vân Nam, Cộng hòa Nhân dân Trung Hoa, là kinh đô lịch sử của vương quốc Tây Song Bản Nạp của người Thái.
Cảnh Hồng có tọa độ 100°25' - 101°31' kinh đông và 21°27' - 22°36' vĩ bắc. Dân số 363.110 người, trong đó nội thị là 94.162 người, diện tích 7.003 km².

## Lịch sử
Cảnh Hồng thời kỳ Tây Hán là lãm thổ của Ai Lao, đến thời Đông Hán thuộc quận Vĩnh Xương. Thời nhà Đường thuộc vương quốc Nam Chiếu với tên gọi là Mang Nãi đạo, thuộc tiết độ Ngân Sanh. Thời Tống thuộc vương quốc Đại Lý với tên gọi Mãnh Lặc. Sau này Mạt Nhã Chân thống nhất Tây Song Bản Nạp lập ra vương quốc Cảnh Lũng. Thời Nguyên lập ra tổng quản phủ. Sau này vùng đất thuộc Cảnh Hồng nhiều lần bị quân đội của các vương quốc trong lịch sử Myanma nhiều lần xâm chiếm, thuộc lãnh thổ của vương triều Toungoo (Đông Hu). Thời Minh đổi thành tuyên úy ti Xa Lý. Năm 1570 tuyên úy Triệu Ôn Mãnh lập ra Tây Song Bản Nạp (ngày nay là bốn bản nạp của Cảnh Hồng). Năm 1913 trực thuộc tổng cục hành chính biên giới Phổ Tư. Tháng 9 năm 1929, lập ra các huyện. Phía nam là huyện Xa Lý, phía bắc là huyện Phổ Văn và Lục Thuận. Tháng 2 năm 1950 thuộc về Cộng hòa Nhân dân Trung Hoa, vẫn gọi là huyện Xa Lý. Ngày 23 tháng 1 năm 1953, thành lập châu tự trị dân tộc Thái Tây Song Bản Nạp, lại phục hồi chế độ bản nạp. Tháng 6 năm 1958 lập huyện Cảnh Hồng. Tháng 12 năm 1993, nâng cấp thành huyện cấp thị, tức là Cảnh Hồng ngày nay.

## Dân tộc
Tại Cảnh Hồng có khoảng 13 dân tộc cùng sinh sống, bao gồm Thái, Hán, Hà Nhì, Cơ Nặc, Lạp Hỗ, Di, Bố Lãng, Dao, Ngõa. Năm 2002, các dân tộc ít người có 249.721 người, chiếm 67,27% tổng nhân khẩu, trong đó riêng người Thái chiếm 35% tổng nhân khẩu. Người Hán có 121.511 người, chiếm 32,73% tổng nhân khẩu.

## Địa lý
Cảnh Hồng nằm ở cực nam tỉnh Vân Nam, phía đông giáp 2 huyện Mãnh Lạp và Giang Thành (Phổ Nhị), phía tây tiếp giáp huyện Mãnh Hải, phía bắc tiếp giáp quận Tư Mao (địa cấp thị Phổ Nhị), phía nam giáp Myanma.
Dài khoảng 112,39 km. Có sông Lan Thương (Mê Kông) chảy qua theo chiều từ tây bắc xuống đông nam để chảy sang Lào. Tại đây có 2 chiếc cầu vượt qua sông, nối phần đô thị trung tâm với vùng đô thị phía đông. Phía nam huyện cấp thị là dãy núi Hoành Đoạn. Về khí hậu, Cảnh Hồng có khí hậu nhiệt đới ở phía bắc nhưng lại mang tính cận nhiệt đới ở phía nam. Gió ở đây là kiểu gió mùa ẩm ướt, với mùa hè kéo dài và dường như không có mùa đông. Số giờ chiếu nắng hàng năm trung bình đạt 1.800-2.300 h, nhiệt độ trung bình trong khoảng 18,6 °C - 21,9 °C và lượng mưa đạt 1.200 - 1.700 mm.

## Hành chính
Thành phố cấp huyện Cảnh Hồng được chia ra làm 11 đơn vị hành chính cấp hương, bao gồm 2 nhai đạo, 5 trấn, 3 hương và 2 hương dân tộc với tổng cộng 86 thôn hành chính. Ngoài ra thành phố này còn có 8 đơn vị ngang cấp hương khác. Trụ sở chính quyền đặt tại nhai đạo Doãn Cảnh Hồng.
- Nhai đạo: Doãn Cảnh Hồng (允景洪), Giang Bắc (江北).
- Trấn: Kiết Sái (嘎洒), Mãnh Long (勐龙), Mãnh Hãn (勐罕), Mãnh Dưỡng (勐养), Phổ Văn (普文).
- Hương: Cảnh Nột (景讷), Mãnh Vượng (勐旺), Đại Độ Cương (大渡岗)
- Hương dân tộc: Hương dân tộc Cáp Nê Cảnh Cáp (景哈哈尼族), Hương dân tộc Cơ Nặc Cơ Nặc Sơn (基诺山基诺族).

Đơn vị ngang cấp hương khác
- Nông trường: Cảnh Hồng (景洪农场), Đông Phong (东风农场), Cảm Lãm Bá (橄榄坝农场), Mãnh Dưỡng (勐养农场), Đại Độ Cương (大渡岗农场)
- Khu du lịch Tây Song Bản Nạp (西双版纳州旅游度假区管理委员会)
- Khu công nghiệp Cảnh Hồng (景洪工业园区)
- Trại giam Tây Song Bản Nạp (西双版纳监狱)

## Kinh tế
Năm 2004 GDP toàn huyện cấp thị đạt 3,877 tỷ nhân dân tệ, với mức tăng trưởng trung bình hàng năm đạt 12,7%, trong đó ngành du lịch liên tục tăng trưởng mạnh. Hàng năm lượng du khách nước ngoài tới đây đạt 31.400 lượt người, du khách Trung Quốc đạt 2.316.600 lượt người, với mức tăng trưởng tương ứng đạt 38,9% và 7,3%. Tổng thu nhập từ du lịch đạt 2,165 tỷ nhân dân tệ, trao đổi ngoại tệ quy đổi đạt 7.988.100 USD, mức tăng trưởng tương ứng là 21,5% và 39,7%.

## Giao thông

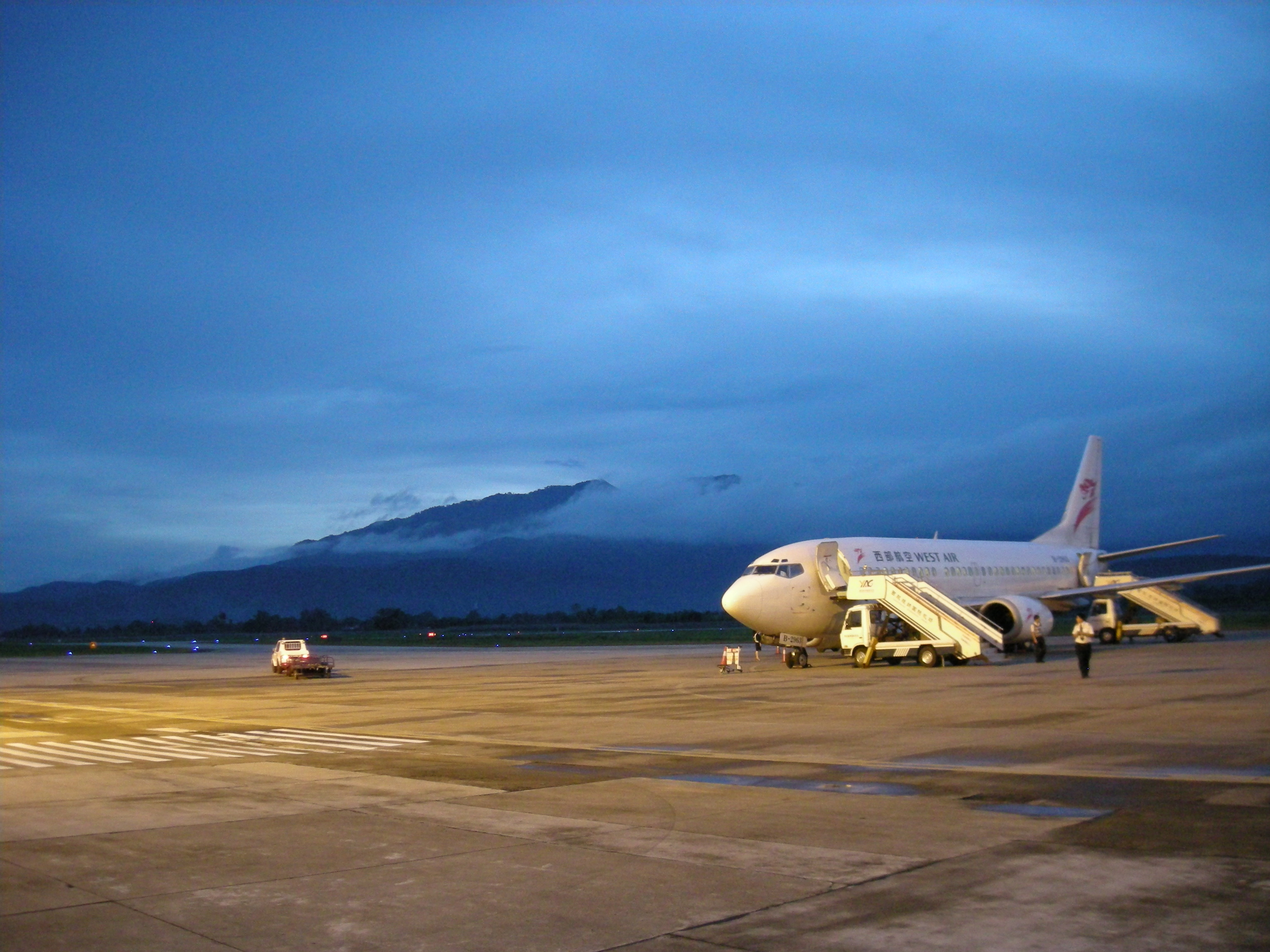
Máy bay đậu trên sân bay Gasa

Sân bay Gasa Tây Song Bản Nạp ở phía tây nam vùng đô thị của huyện cấp thị này, mở cửa từ ngày 7 tháng 4 năm 1990. Nó có các tuyến bay tới Côn Minh, Trùng Khánh, Thành Đô, Quảng Châu, Vũ Hán, Trường Sa, Quế Lâm. Từ Cảnh Hồng cũng có chuyến bay quốc tế tới Băng Cốc, Thái Lan. Hiện tại có kế hoạch mở đường bay tới Yangoon và Viêng Chăn.
Từ ngày 26 tháng 6 năm 2001, cửa khẩu Cảnh Hồng đã cho phép thông thương tàu bè của 4 quốc gia, bao gồm Trung Quốc, Lào, Myanma và Thái Lan trên sông Lan Thương.